# Janto (ciudad)
Janto (en licio: 𐊀𐊕𐊑𐊏𐊀 Arñna; en griego: Ξάνθος Xánthos) fue una antigua ciudad de Licia, la actual Kınık, en la Provincia de Antalya, en Turquía, y fue también el nombre del río junto al que la ciudad estaba situada, hoy llamado río Eşen. En las primeras fuentes, Janto designaba a toda Licia.
Está en la lista del Patrimonio de la Humanidad de la Unesco desde el año 1988.

## La ciudad
Su nombre licio era Arñna,  los hititas y los luvitas la llamaron Arinna, y los griegos Xanthos, Ξάνθος. Los romanos llamaron a la ciudad Xanthus, como todos los sufijos en -os griegos fue cambiado por -us en latín. Janto fue un centro comercial y cultural de los licios, y más tarde de los persas, macedonios, griegos y romanos que por turno conquistaron la ciudad y ocuparon el territorio adyacente.
Janto es mencionada por numerosos escritores griegos y romanos. Estrabón informa que Janto era la mayor ciudad de Licia. Heródoto y Apiano describen la conquista de la ciudad por Harpago para el Imperio aqueménida, hacia el 540 a. C. Según Heródoto, los persas derrotaron a un pequeño ejército licio en las llanuras del norte de la ciudad. Tras el enfrentamiento los licios se retiraron a su ciudad que fue asediada por Harpargo. Los licios destruyeron su propia acrópolis, mataron a sus mujeres, hijos y esclavos, luego procedieron a un ataque suicida contra las superiores tropas persas. La población entera de Janto pereció, excepto 80 familias que estaban ausentes durante la batalla.

Mapa con la ubicación de Janto en Licia

Durante la ocupación persa, un jefe local estuvo al frente del gobierno, y ya hacia el 520 a. C. acuñó sus propias monedas. Hacia 516 a. C., Janto fue incluida en la primera satrapía de Darío I en la lista de tributos. La suerte de Janto siguió a la de Licia cuando esta última cambió de bando en el transcurso de las guerras médicas. 
Las excavaciones arqueológicas han demostrado que Janto fue destruida aproximadamente entre el 475 y el 470 a. C.; si fue el estratego ateniense Cimón o los persas es un debate que está abierto. Como no tenemos referencias de fuentes griegas o persas sobre la destrucción, algunos especialistas atribuyen la destrucción a causas naturales o accidentales.
En las décadas finales del siglo V a. C. Janto conquistó la cercana Termeso y la incorporó a Licia.
Los informes sobre la rendición de la ciudad a Alejandro Magno difieren: Arriano informa sobre una rendición pacífica, pero Apiano afirma que la ciudad fue saqueada.  Después de la muerte de Alejandro, la ciudad cambió de manos entre los diádocos; Diodoro Sículo informa de la captura de Janto por Ptolomeo I Sóter. Apiano, Dion Casio y Plutarco refieren que la ciudad fue otra vez destruida en la tercera guerra civil de la República romana, c. 42 a. C., por Bruto, pero Apiano dice que fue reconstruida bajo Marco Antonio. Los restos del anfiteatro romano permanecen en el sitio. Marinos informa que había una escuela de gramáticos en Janto en la antigüedad tardía. 
Las excavaciones arqueológicas de Janto han cosechado muchos textos en licio y griego antiguo, incluyendo varios textos bilingües que han sido usados para descifrar el licio.

## El río Janto
Estrabón informa de que el nombre original del río era Sibros o Sirbis. Durante la invasión persa el río es llamado Sirbe que significa "amarillo" como la palabra griega "xanthos", que también significa amarillo. El río usualmente tenía una tonalidad amarilla debido a la tierra de la base aluvial del valle. Hoy el sitio de Janto domina la actual población de Kinik.
Una leyenda griega dice que el río fue creado por los dolores de parto de Leto, cuyo templo, el Letoon, está en la orilla occidental del río algunos kilómetros al sur de Janto. El Letoon ha sido excavado en el siglo XX y ha proporcionado numerosos textos licios, griegos y arameos. Un notable texto trilingüe, conocido como el Letoon trilingüe, fue encontrado allí y contiene una referencia al rey Artajerjes. El Letoon, junto a Janto, ha sido designado como Patrimonio de la Humanidad por la Unesco.

## Restos

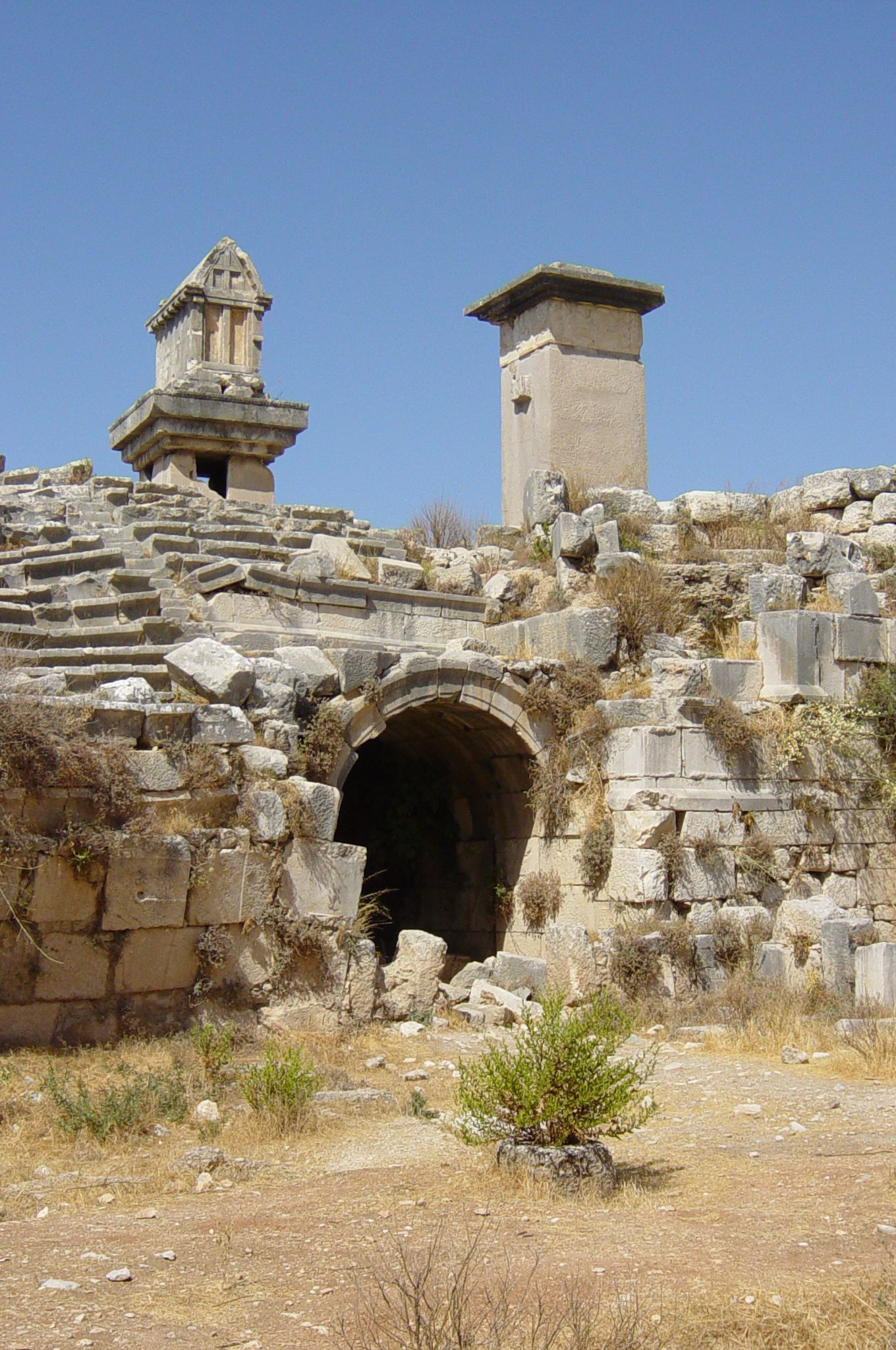
Entrada al teatro romano y pilastras licias.

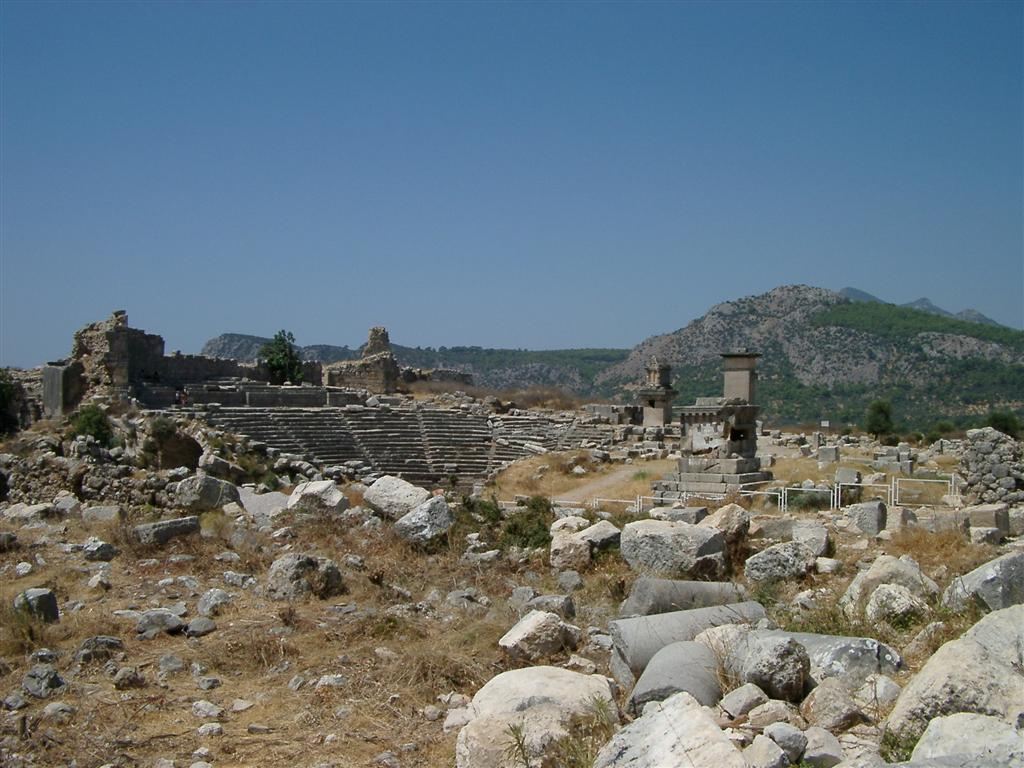
Ruinas de Janto.

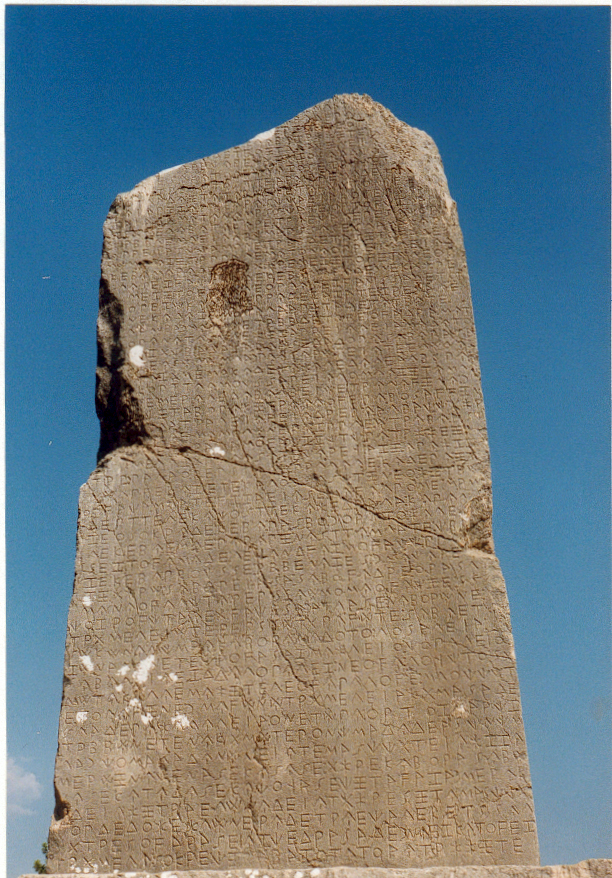
La Columna Inscrita, inscripción más larga en licio: el texto del pilar informa de la victoria sobre los atenienses.

La ciudad de Janto aparece ya habitada en el siglo VIII a. C. El área ocupada es la que los estudiosos han denominado acrópolis licia, una elevación situada en la parte suroccidental de la ciudad. En dicho período surgió un palacio, emparentado con los edificios neohititas del mismo tipo conocidos en el norte de Siria.

Los hallazgos cerámicos presentan, junto a piezas de fabricación local, una cantidad notable de piezas importadas, procedentes en especial de la isla de Rodas. Junto al palacio, o tal vez en un ala del mismo, debía de haber un lugar de culto, corroborado por el hallazgo de antiguos objetos en un depósito perteneciente a un tiempo más reciente.
Esta primera ocupación del lugar fue interrumpida bruscamente al mismo tiempo que Janto hacía su entrada oficial en la historia, es decir, cuando los acontecimientos ocurridos en la ciudad fueron registrados por primera vez en una fuente escrita.
En el siglo VI a. C. se rodeó la acrópolis con una fortificación y se construyó un nuevo palacio en el mismo lugar que el anterior. Junto a él, también el lugar de culto fue objeto de renovación, edificándose un templo de tres cellas, cuya disposición hace pensar que estuviera dedicado a Leto y a sus hijos, Artemisa y Apolo.
El nivel de ocupación correspondiente a esta fase ha demostrado ser especialmente rico en cerámica griega de importación, en particular ática, de la que Janto constituye el depósito más importante de toda Asia, tanto desde el punto de vista cuantitativo como cualitativo. No es inverosímil pensar que la tradición referida por Heródoto, en torno al exilio del ateniense Lico en esta zona, tuviera como base esa extraordinaria intensidad de relaciones entre la capital del Ática y la ciudad licia.
El área situada al norte de la acrópolis fue destinada a zona de sepultura, y de en torno al 540 a. C. data el primero de los monumentos funerarios que hicieron famosa a la ciudad en la historia de los grandes descubrimientos de la arqueología.

Se trata de una gran pilastra que sirve de sostén a una tumba y, por su decoración, se la ha llamado «del león». Destinada a un personaje desconocido, pero sin duda ligado a la casa real de Janto, esta pilastra monolítica presenta en la zona superior una decoración que constituye el cierre de la cámara sepulcral.

Las losas llevan esculpidas la figura de un león que derriba a un toro, una leona con sus cachorros y una escena de lucha entre un hombre y un león.

### La Columna Inscrita
Entre el 430 y el 410 a. C. se erigió al norte de la acrópolis la columna inscrita, cuya importancia no es sólo de carácter histórico artístico, sino epigráfico.
En la columna figura una larguísima inscripción licia, aún no descifrada con toda claridad, a la que se añadieron doce versos griegos que recordaban las victorias de un rey de Janto, probablemente el Khaei, conocido por las monedas acuñadas en este mismo período.

Las victorias mencionadas en la inscripción fueron obtenidas en la guerra del Peloponeso, en la que Janto fue aliada de Atenas. Están reproducidas en las esquinas de los cuerpos salientes de la columna, sostenida según un modelo de clara derivación persa por un toro arrodillado.
La escena bélica presenta al monarca que recorre el campo de batalla abatiendo a sus enemigos. Por encima de la escena, los escudos arrebatados a los vencidos componen un largo friso. En lo alto de la columna el rey estaba sentado en un trono con leones a los lados.

### Monumento de las Nereidas
En la parte suroccidental de la ciudad se erigió, entre el 410 y el 400 a. C., el más célebre de los monumentos de Janto, el monumento de las Nereidas.
Las excavaciones y los estudios de la misión arqueológica francesa han permitido reconstruir perfectamente la arquitectura de este sepulcro, que perteneció a un príncipe licio desconocido y que fue edificado por artistas desconocidos de la Jonia griega.
La situación del Monumento de las Nereidas respecto a la topografía general de la ciudad indica la extensión que había alcanzado Janto en el siglo V a. C.

### Monumento de las Harpías

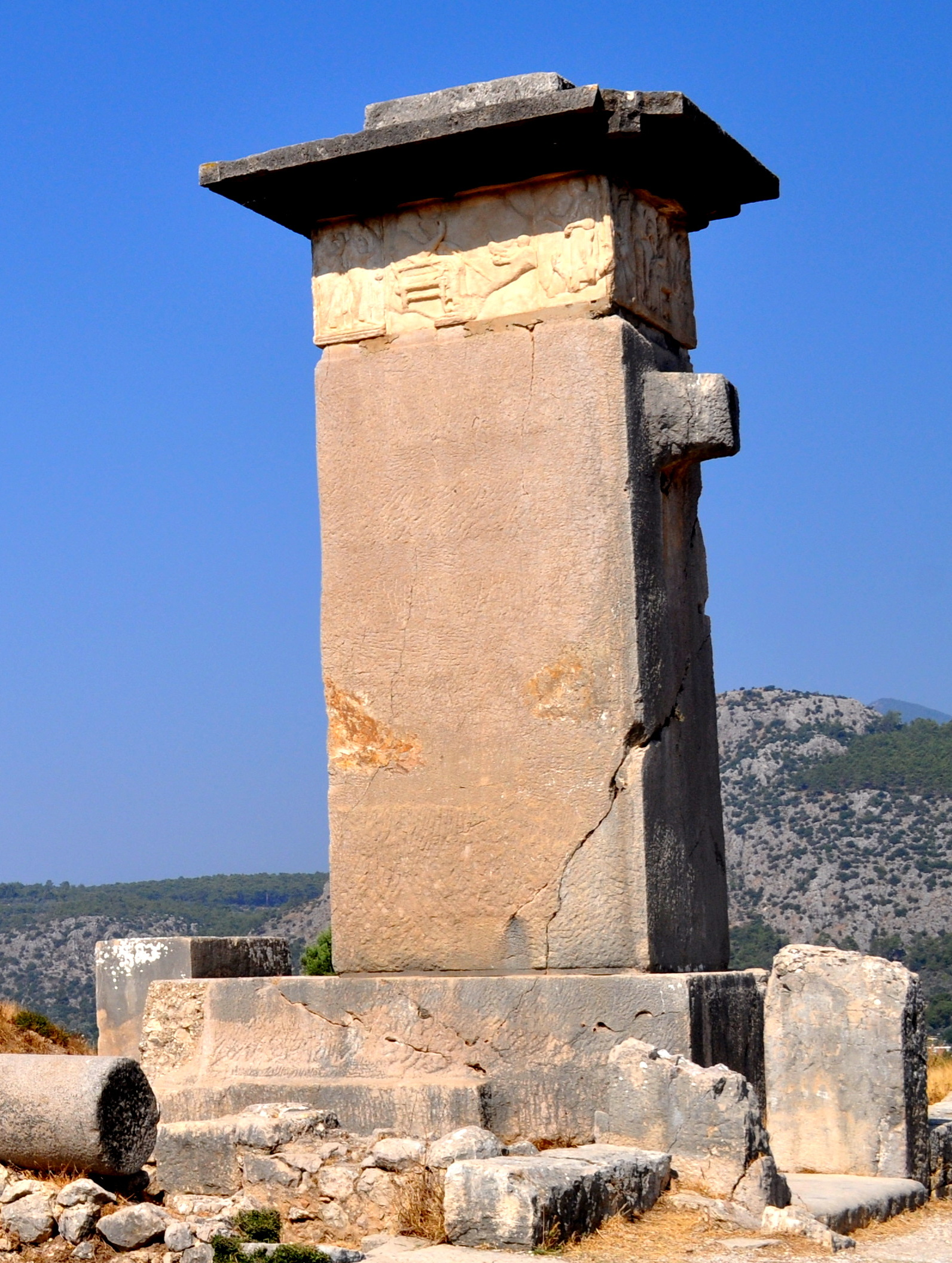
Monumento de las Harpías

De entre las pilastras de época arcaica sobresale el gran y complejo Monumento de las Harpías.
El nombre, que es moderno, hace referencia a cuatro figuras esculpidas, en un principio  identificadas como harpías, pero que después han resultado ser sirenas.

## Sarcófago de Payava
A principios del siglo IV a. C. el área sepulcral se extendía hacia el norte, donde se alineaban las fachadas de las tumbas rupestres, algunas de ellas en forma de templete.
A este periodo pertenecen algunos sarcófagos producidos en talleres locales, que adoptaron formas estilísticas griegas, como el de Payava.